# Podróżniczek
Podróżniczek (Luscinia svecica) – gatunek niewielkiego ptaka wędrownego z rodziny muchołówkowatych (Muscicapidae). Nie jest zagrożony.

## Systematyka

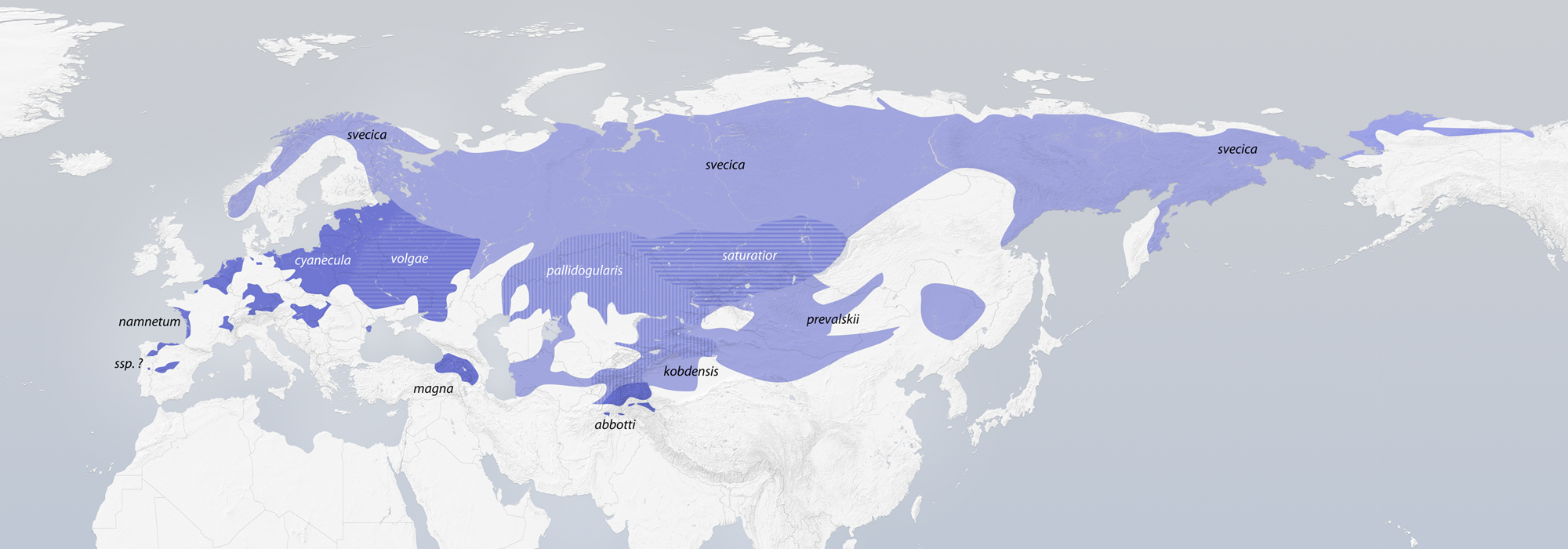
Zasięg poszczególnych podgatunków w sezonie lęgowym

Wyróżniono 11 podgatunków L. svecica:
- podróżniczek rdzawogardły (L. svecica svecica) – północna Europa, północna Azja, północna Alaska i północno-zachodnia Kanada.
- L. svecica namnetum	– południowo-zachodnia i środkowa Francja.
- podróżniczek białogardły (L. svecica cyanecula) – Holandia, północna i wschodnia Francja do Białorusi i północno-zachodniej Ukrainy.
- podróżniczek modrogardły (L. svecica azuricollis) – północna, środkowa Hiszpania.
- L. svecica volgae – północno-wschodnia Ukraina, środkowa i wschodnia europejska część Rosji.
- podróżniczek kaukaski (L. svecica luristanica syn. L. svecica magna) – wschodnia Turcja, Kaukaz i północny Iran.
- L. svecica pallidogularis – Kazachstan i Turkmenistan.
- L. svecica abbotti – północny Afganistan, północny Pakistan i północno-zachodnie Himalaje.
- L. svecica saturatior – góry środkowej Azji.
- L. svecica kobdensis – zachodnia Mongolia i zachodnie Chiny.
- L. svecica przevalskii – środkowe Chiny.

## Występowanie
Zasięg występowania podróżniczka obejmuje północną i środkową Eurazję – od południowo-zachodniej i zachodniej Europy, gdzie występuje wyspowo, aż po Półwysep Czukocki, Kamczatkę, oraz północno-zachodni kraniec Ameryki Północnej. Migruje na dość duże odległości – zimuje w północnej i subsaharyjskiej Afryce oraz w pasie od Bliskiego Wschodu po Półwysep Indochiński, choć część osobników wędruje jedynie na Półwysep Iberyjski.
W Polsce bardzo nieliczny ptak lęgowy. Na niżu gnieździ się L. s. cyanecula, lecz podczas przelotów pojawia się również podgatunek północny, występujący na Półwyspie Skandynawskim – L. s. svecica, który w Polsce gniazduje skrajnie nielicznie jedynie w Karpatach i Karkonoszach oraz w zespole przyrodniczo-krajobrazowym „Wielikąt”. Do Polski przylatuje na początku kwietnia, odlatuje zaś na przełomie sierpnia i września.

## Charakterystyka

### Wygląd zewnętrzny
Nieco mniejszy od innych słowików występujących w Polsce – to ptak wielkości wróbla domowego. Wyraźny dymorfizm płciowy w upierzeniu – samiec w okresie godowym ma jaskrawoniebieską plamę na podgardlu i piersi obwiedzioną czarną i rdzawą obwódką. L. s. svecica ma na niebieskim polu rdzawą plamkę, a L. s. cyanecula białą. Spód ciała biały, kremowa brew, wierzch ciała brunatny, przy ogonie rdzawe plamy. W okresie spoczynkowym podgardla obu podgatunków bieleją. Samice mają natomiast brązowy wierzch ciała, biały spód z czarną przepaską na piersi, kremowym podgardlem i wąsem. Młodociane w odróżnieniu od samic mają podłużne, jasne kreski na całym ciele.

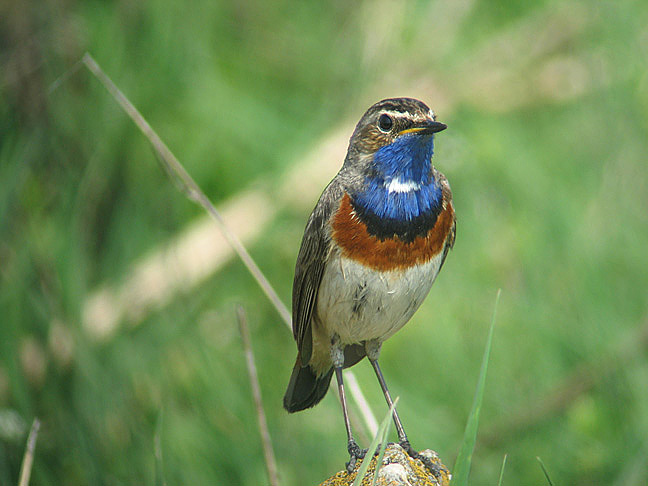
Samiec podgatunku cyanecula

### Rozmiary
Długość ciałaok. 14–15 cm
Rozpiętość skrzydełok. 23 cm
Długość ogonaok. 5–5,5 cm
Masa ciałaok. 15–20 g

### Głos
Śpiew podróżniczka jest melodyjny, jednak zupełnie inny niż ten wydawany przez inne słowiki. Składa się z wielokrotnie powtarzanego cii, cii, cii..., po którym następuje coś w rodzaju rechotu.

## Biotop
Preferuje miejsca wilgotne, nadbrzeżne zarośla, zakrzewione, podmokłe łąki, skraje lasów i parki. Najczęściej widywany jest w gąszczu trzcinowisk. Główne obszary występowania w takich miejscach w Polsce to doliny Biebrzy oraz Narwi. Poza tym podgatunek L. s. svecica może gniazdować nawet w górach, w zaroślach sosny górskiej.

## Lęgi

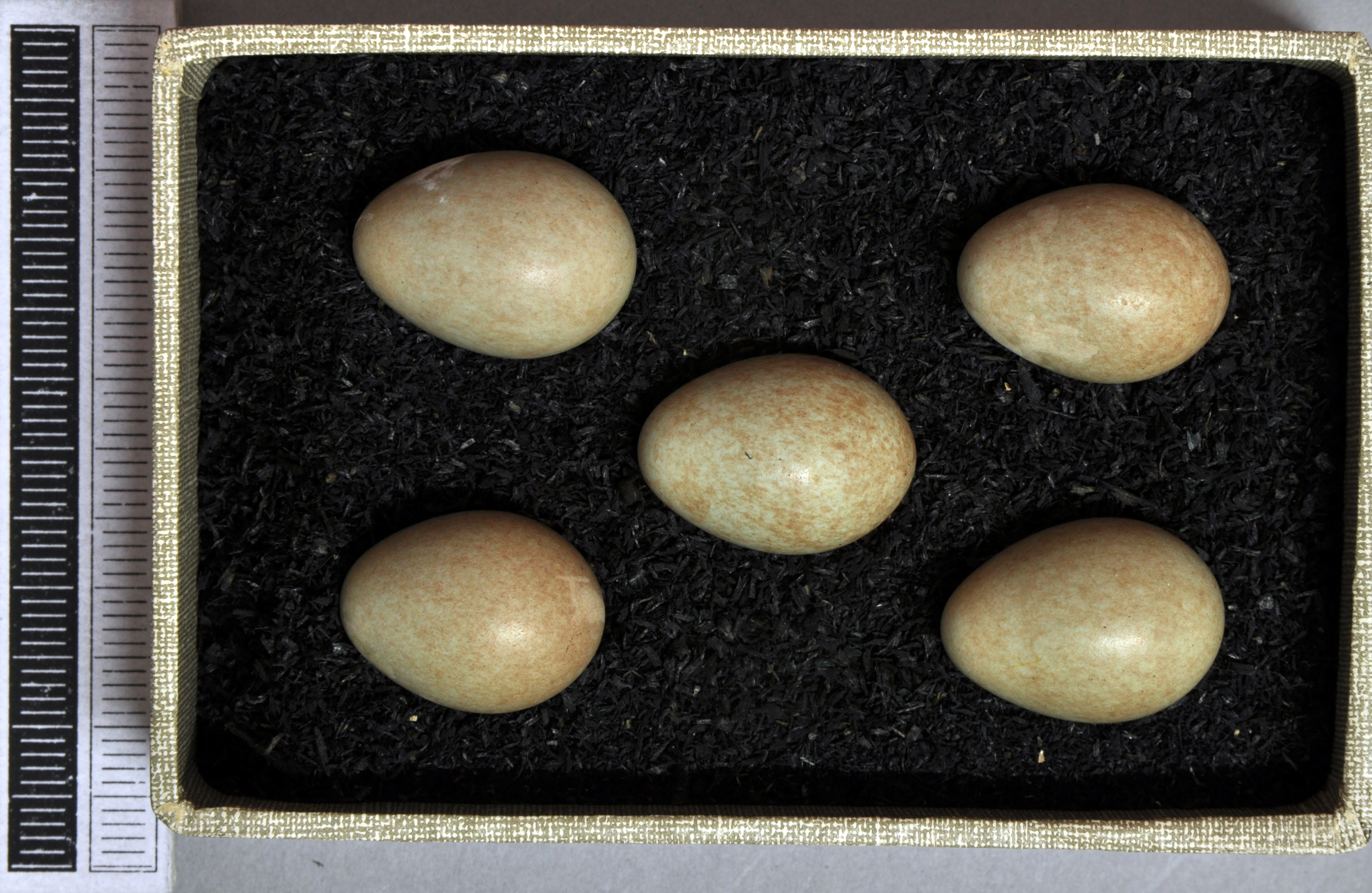
Jaja z kolekcji muzealnej

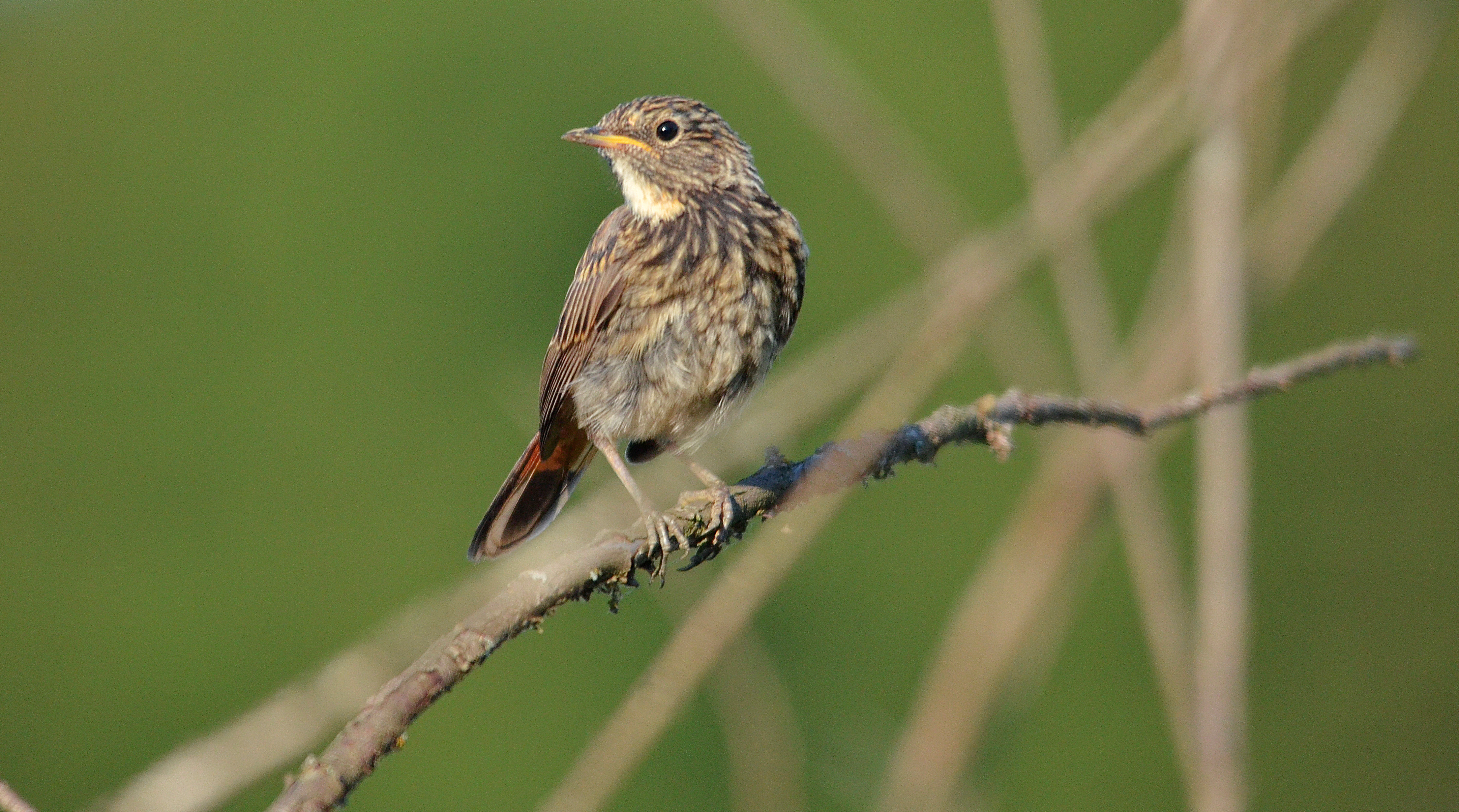
Osobnik młodociany

Wyprowadza 1–2 lęgi w roku (na obszarach arktycznych tylko 1) w okresie początek maja – koniec czerwca.

### Gniazdo
Budową gniazda zajmuje się samica. Budowane jest na ziemi z butwiejących liści, suchych gałązek i traw oraz mchu, wysłane trawą, włosiem, ukryte w roślinności zielnej.

### Jaja i pisklęta
Samica składa 4 do 7 jaj (zazwyczaj 6). Jaja wysiadywane są przez okres 13 do 15 dni wyłącznie przez samicę. Pisklęta karmione są przez oboje rodziców owadami i innymi małymi zwierzętami. Opuszczają gniazdo po 13–14 dniach od wyklucia.

## Pokarm
Owady i inne drobne bezkręgowce, jesienią uzupełnione przez owoce jagodowe.

## Status i ochrona
Międzynarodowa Unia Ochrony Przyrody (IUCN) uznaje podróżniczka za gatunek najmniejszej troski (LC – Least Concern) nieprzerwanie od 1988 roku. Liczebność światowej populacji, obliczona w oparciu o szacunki organizacji BirdLife International dla Europy z 2015 roku, mieści się w przedziale 35–65 milionów dorosłych osobników. Trend liczebności populacji, zarówno europejskiej, jak i światowej, oceniany jest przez BirdLife International jako stabilny.
Na terenie Polski gatunek ten jest objęty ścisłą ochroną gatunkową. Na Czerwonej liście ptaków Polski uznany za gatunek najmniejszej troski (LC). W latach 1992–2004 jego liczebność szacowano na 1300–1800 par.